# Précorbin
Précorbin település Franciaországban, Manche megyében. Lakosainak száma 515 fő (2018. január 1.). Précorbin Saint-Jean-des-Baisants, Lamberville, Rouxeville, Saint-Amand és Saint-Jean-d'Elle községekkel határos.

## Népesség
A település népességének változása:
| Lakosok száma | 326  | 343  | 441  | 463  | 428  | 513  | 526  | 528  | 511  | 515  |
|               | 1962 | 1968 | 1982 | 1990 | 1999 | 2008 | 2011 | 2013 | 2017 | 2018 |